# Пинні
Пинні (ест. Põnni) — село в Естонії, входить до складу волості Міссо, повіту Вирумаа.